# Parbo Bier

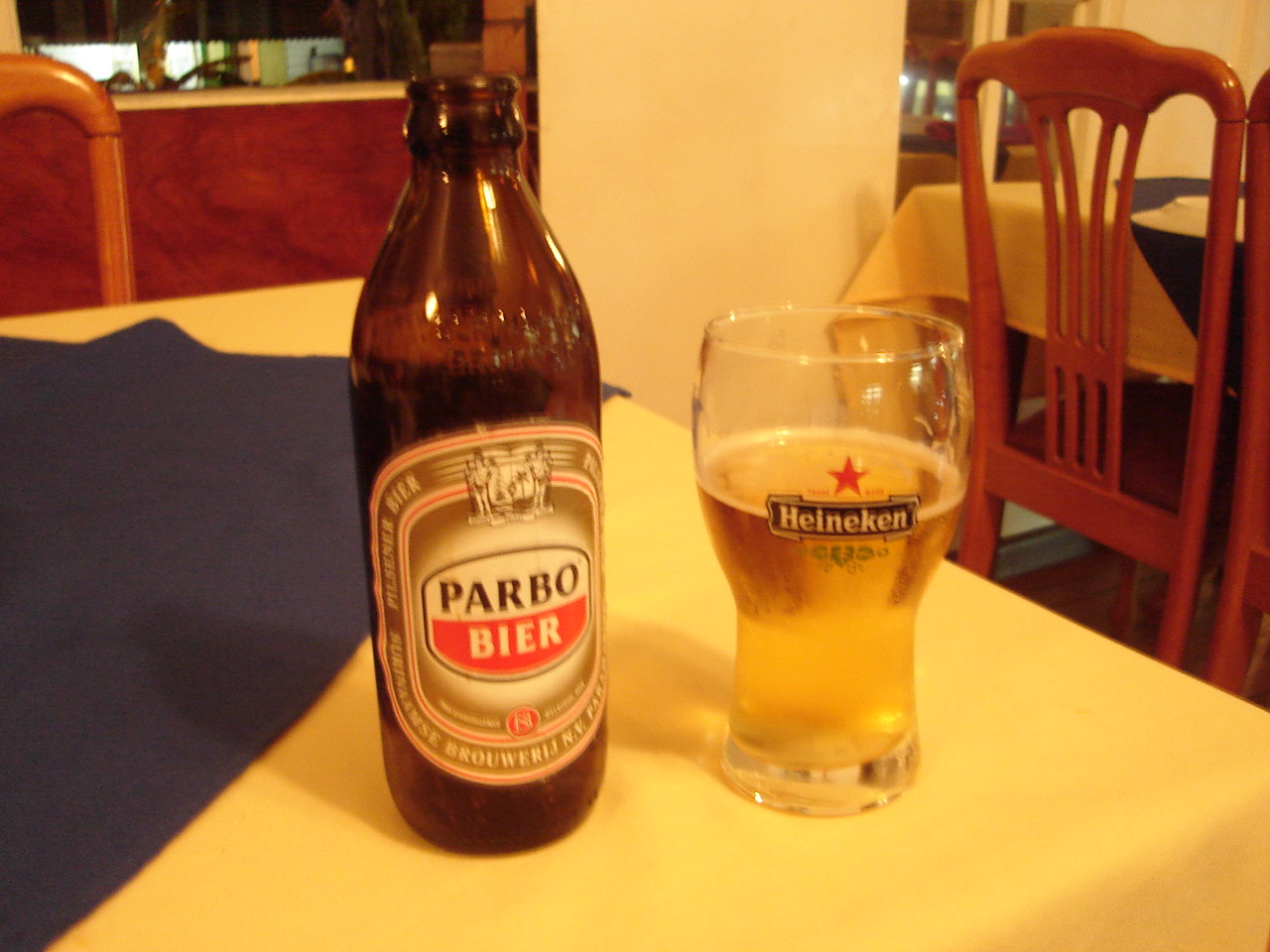
Een flesje Parbo Bier en een bierglas Heineken.

Parbo Bier is een Surinaams biermerk van de Surinaamse Brouwerij N.V. die voorheen deel uitmaakte van Amstel, maar sinds diens fusie in 1968 een dochteronderneming van Heineken is. De Surinaamse Brouwerij staat genoteerd aan de Suriname Stock Exchange.

## Geschiedenis
De Surinaamse Brouwerij N.V. ontstond in 1954 toen Suriname nog deel uitmaakte van het Nederlands Koninkrijk. De grondleggers van de onderneming waren de gebroeders Piet en Arthur Dumoleijn uit Kloosterzande in Zeeland, die daar voor enige tijd de ter ziele gegaande brouwerij A.D.Quelle bezaten. De bouw vond plaats in samenwerking met de Amstel Brouwerij uit Nederland. Op 28 oktober 1955 werd de Surinaamse Brouwerij geopend door prins Bernhard. In dat jaar werd ook het eerste Parbo Bier gebrouwen. In 1958 won het bier én de stout een Prix d'excellence tijdens de Expo 58 in Brussel.

## Ingrediënten
Het recept voor Parbo Bier komt van de twee Zeeuwse broers. De basis van Parbo bier bestaat uit lichtgekleurde mout dat deels wordt aangevuld met speciaal geteelde rijst, water en hop.

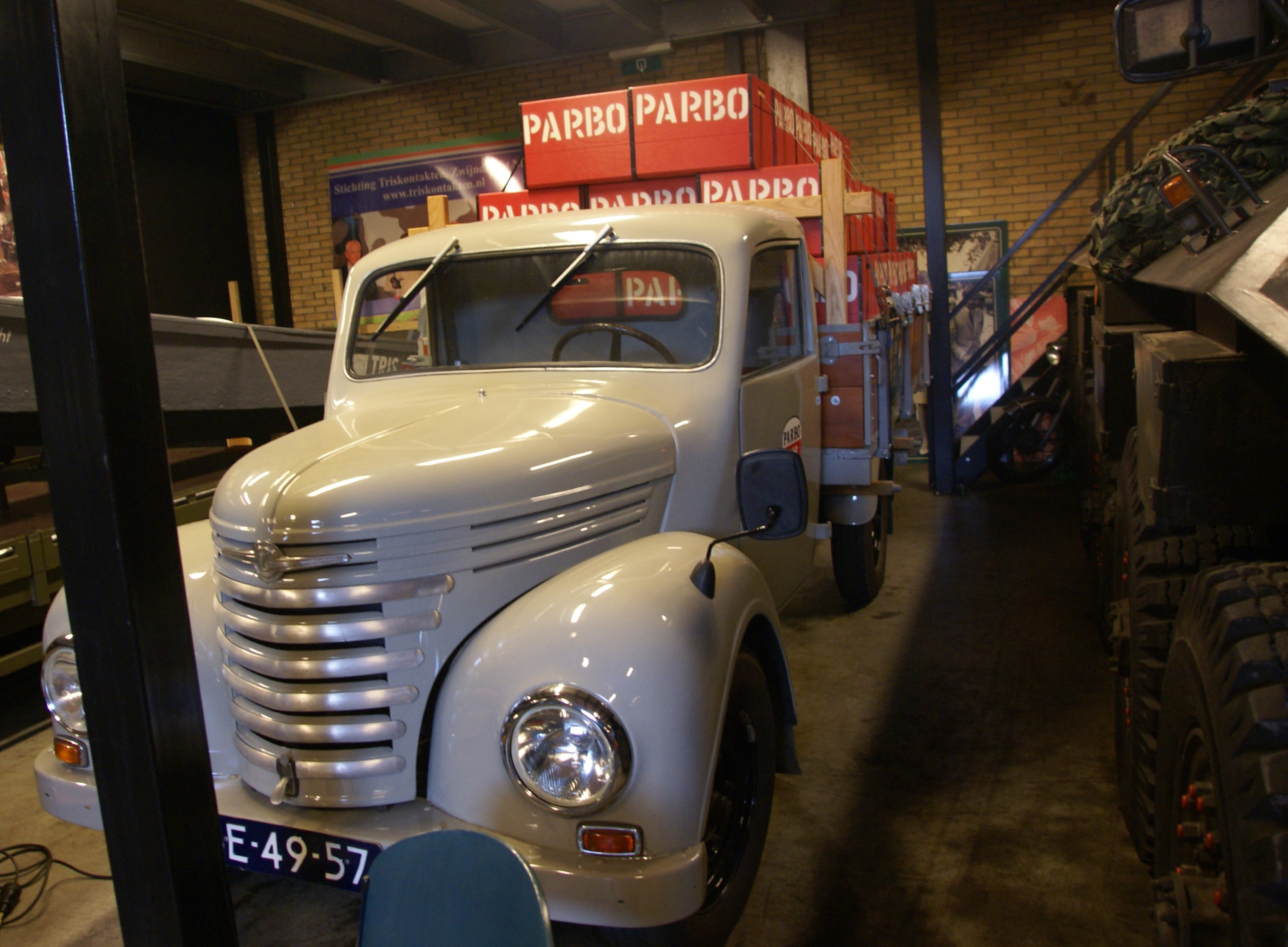
Pickup uit de tweede helft van de 20e eeuw, beladen met kratten Parbo Bier (TRIS-museum).

- Stamwortgehalte: 11,2 °P
- Alcoholpercentage: 5% vol.
- Bitterheid: 15 EBU
- Kleur: 7 EBC

## Export en marktaandeel
In Suriname heeft Parbo Bier een marktaandeel van 90% (2012). De productiecapaciteit was in de beginjaren 15.000 hectoliter per jaar. Deze capaciteit groeide uit tot 120.000 hectoliter in 1973 en bedraagt sinds 2003 150.000 hectoliter.
Parbo Bier wordt geëxporteerd naar Frans-Guyana, Guyana, Aruba en Nederland. Naar Frans-Guyana en Guyana worden uitsluitend djogo's (literfles) en 50cl-blikken geëxporteerd. Dit exportbier zit ook in groene flessen. Naar Nederland wordt het bier in normale bruine flessen geëxporteerd. Voor binnenlandse consumptie was er ook een Parbo Stout vroeger Power Stout (sinds 1958) en sinds 2005 Parbo Chiller  met markoesa en een lemmetje. In 2008 werd de variant Chiller Melon geïntroduceerd en verkreeg de oorspronkelijke Chiller zijn naam Chiller Lemon. Daarnaast bracht men Parbo Spice uit. Maar zowel Melon als Spice komen in het jaarverslag van 2010 al niet meer voor. Sinds 2015 bestaat er een Parbo Light en sinds 2016 is er ook een Parbo Radler op de markt gebracht.

### Djogo bier
Parbo bier werd in Nederland door Chan's BV van 1999 tot 2012 verkocht onder de naam Djogo bier of Djogo pilsener, zoals de naam van het type fles. Dit kwam omdat op enig moment Parbo moest stoppen met de export naar Nederland en het merk voor de Benelux hierdoor vrij kwam. In 1998 werd het woordmerk vervolgens geregistreerd door Stichting Administratiekantoor Laigsingh Holding (bekend als importeur Faja Lobi) uit Westervoort, die het vervolgens gebruikte om onder andere vanaf 1992 Parbo Bier op de markt te brengen. Dit bier werd gebrouwen door de Alfa Brouwerij maar er werd gerefereerd aan een Parbo brouwerij in Arnhem. In 2012 is het tot een schikking gekomen met de Surinaamse Brouwerij om het woordmerk aan de laatste over te dragen. Tegelijkertijd was er nog een andere ondernemer uit Westervoort die de naam Parbo in 1991 had gedeponeerd, in eerste instantie enkel voor frisdranken maar later in 2009 ook voor bier. Omdat hij niet kon aantonen dat hij het merk, anders dan als naam voor zijn import bedrijf, ook daadwerkelijk gebruikte voor de naam van frisdranken verloor hij zijn recht op het merk en op de daaropvolgende inschrijvingen.

## Sponsoring
Het bedrijf sponsort onder andere Urban-evenementen en de Parbo Night.